# Eliminatórias da Copa do Mundo FIFA de 2002 - África (fase final)
Na fase final das eliminatórias da África para a Copa do Mundo FIFA de 2002, as 25 equipes foram divididas em 5 grupos de 5. As equipes se enfrentaram em jogos de ida-e-volta, e o vencedor de cada grupo avançou para a fase final da Copa do Mundo FIFA de 2002. Camarões, Nigéria, Senegal, Tunísia e África do Sul foram as seleções qualificadas.

## Grupo 1
| Pos. | Equipe   | J | V | E | D | GP | GC | SG  | Pts |
| ---- | -------- | - | - | - | - | -- | -- | --- | --- |
| 1    | Camarões | 8 | 6 | 1 | 1 | 14 | 4  | 10  | 19  |
| 2    | Angola   | 8 | 3 | 4 | 1 | 11 | 9  | 2   | 13  |
| 3    | Zâmbia   | 8 | 3 | 2 | 3 | 14 | 11 | 3   | 11  |
| 4    | Togo     | 8 | 2 | 3 | 3 | 10 | 13 | -3  | 9   |
| 5    | Líbia    | 8 | 0 | 2 | 6 | 7  | 19 | -12 | 2   |

### Resultados
| 18 de junho de 2000 | Angola       | 2–1      | Zâmbia      | Estádio da Cidadela, Luanda            |
| 15:30 (UTC+1)       | Akwa 76' 78' | (Report) | Sinkala 35' | Público: 50,000 Árbitro: RSA Mathabela |

| 18 de junho de 2000 | Líbia | 0–3      | Camarões                 | Estádio 11 de Junho, Trípoli       |
| 18:00 (UTC+2)       |       | (Report) | Mboma 36' 67' 87' (pen.) | Público: 60,000 Árbitro: TUN Daami |

| 8 de julho de 2000 | Zâmbia                   | 2–0      | Togo | Estádio Independência, Lusaka        |
| 15:30 (UTC+2)      | Milanzi 26' · Nsofwa 66' | (Report) |      | Público: 18,000 Árbitro: ETH Tessema |

| 9 de julho de 2000 | Camarões                       | 3–0      | Angola | Estádio Ahmadou Ahidjo, Yaoundé      |
| 15:00 (UTC+1)      | Abanda 18' · Tchoutang 68' 75' | (Report) |        | Público: 25,000 Árbitro: MAR Guezzaz |

| 28 de janeiro de 2001 | Angola                    | 3–1      | Líbia         | Estádio da Cidadela, Luanda              |
| 15:30 (UTC+1)         | Mateus 48' 51' · Akwa 75' | (Report) | Montasser 17' | Público: 55,000 Árbitro: ZIM Tangawarima |

| 28 de janeiro de 2001 | Togo | 0–2      | Camarões              | Estádio de Kégué, Lomé              |
| 16:00 (UTC+0)         |      | (Report) | Eto'o 56' · Mboma 69' | Público: 24,000 Árbitro: SEN N'Doye |

| 23 de fevereiro de 2001 | Líbia                                 | 3–3      | Togo                                       | Estádio 28 de Março, Benghazi       |
| 16:00 (UTC+2)           | Khalifa 11' (pen.) · Elfallah 25' 80' | (Report) | Salifou 21' · Amewou 30' · Atte-Oudeyi 78' | Público: 3,000 Árbitro: MAR Belqola |

| 25 de fevereiro de 2001 | Camarões  | 1–0      | Zâmbia | Estádio Ahmadou Ahidjo, Yaoundé       |
| 15:30 (UTC+1)           | Mboma 23' | (Report) |        | Público: 76,000 Árbitro: EGY Ghandour |

| 10 de março de 2001 | Zâmbia               | 2–0      | Líbia | Estádio Nchanga, Chingola         |
| 15:00 (UTC+2)       | Mwewa 11' · Lota 24' | (Report) |       | Público: 7,080 Árbitro: BOT Senai |

| 11 de março de 2001 | Togo          | 1–1      | Angola   | Estádio de Kégué, Lomé                  |
| 16:00 (UTC+0)       | Coubageat 53' | (Report) | Akwa 67' | Público: 3,000 Árbitro: NGA Chukwujekwu |

| 21 de abril de 2001 | Zâmbia   | 1–1      | Angola       | Estádio Nchanga, Chingola               |
| 15:00 (UTC+2)       | Lota 46' | (Report) | Gilberto 18' | Público: 15,000 Árbitro: TAN Abdulkadir |

| 22 de abril de 2001 | Camarões   | 1–0      | Líbia | Estádio Ahmadou Ahidjo, Yaoundé        |
| 15:30 (UTC+1)       | Lauren 78' | (Report) |       | Público: 55,000 Árbitro: RSA Mathabela |

| 6 de maio de 2001 | Angola                   | 2–0      | Camarões | Estádio da Cidadela, Luanda           |
| 15:30 (UTC+1)     | Akwa 60' · Quinzinho 69' | (Report) |          | Público: 40,000 Árbitro: RSA Williams |

| 6 de maio de 2001 | Togo                                | 3–2      | Zâmbia               | Estádio de Kégué, Lomé                 |
| 16:00 (UTC+0)     | Assignon 48' · Dote 80' · Akoto 86' | (Report) | Tana 15' · Kunda 65' | Público: 10,000 Árbitro: MAR El Arjoun |

| 29 de junho de 2001 | Líbia       | 1–1      | Angola   | Estádio 11 de Junho, Trípoli            |
| 18:00 (UTC+2)       | Elharbi 35' | (Report) | Zico 90' | Público: 2,000 Árbitro: NIG Bouchardeau |

| 1 de julho de 2001 | Camarões            | 2–0      | Togo | Estádio Ahmadou Ahidjo, Yaoundé          |
| 15:00 (UTC+1)      | Eto'o 28' · Foé 48' | (Report) |      | Público: 60,000 Árbitro: NGA Chukwujekwu |

| 14 de julho de 2001 | Zâmbia                 | 2–2      | Camarões              | Estádio Independência, Lusaka           |
| 15:00 (UTC+2)       | Mwewa 60' · Nsofwa 66' | (Report) | Foé 52' · N'Diefi 64' | Público: 30,000 Árbitro: EGY El-Beltagy |

| 15 de julho de 2001 | Togo          | 2–0      | Líbia | Estádio de Kégué, Lomé             |
| 16:00 (UTC+0)       | Kossi 26' 43' | (Report) |       | Público: 10,000 Árbitro: SEN Diouf |

| 27 de julho de 2001 | Líbia          | 2–4      | Zâmbia                                    | Estádio 11 de Junho, Trípoli       |
| 18:00 (UTC+2)       | Kablan 17' 28' | (Report) | Nsowa 32' · Kilambe 48' 72' · Fichite 61' | Público: 120 Árbitro: TUN Boukthir |

| 29 de julho de 2001 | Angola   | 1–1      | Togo     | Estádio da Cidadela, Luanda             |
| 15:30 (UTC+1)       | Akwa 26' | (Report) | Alfa 29' | Público: 5,626 Árbitro: ZIM Tangawarima |

## Grupo 2
| Pos. | Equipe     | J | V | E | D | GP | GC | SG  | Pts |
| ---- | ---------- | - | - | - | - | -- | -- | --- | --- |
| 1    | Nigéria    | 8 | 5 | 1 | 2 | 15 | 3  | 12  | 16  |
| 2    | Libéria    | 8 | 5 | 0 | 3 | 10 | 8  | 2   | 15  |
| 3    | Sudão      | 8 | 4 | 0 | 4 | 8  | 10 | 2   | 12  |
| 4    | Gana       | 8 | 3 | 2 | 3 | 10 | 9  | 1   | 11  |
| 5    | Serra Leoa | 8 | 1 | 1 | 6 | 2  | 15 | -13 | 4   |

### Resultados
| 17 de junho de 2000 | Nigéria                   | 2–0      | Serra Leoa | Estádio Nacional de Lagos, Lagos    |
| 16:00 (UTC+1)       | Okocha 12' · Akwuegbu 37' | (Report) |            | Público: 25,000 Árbitro: GAM Sillah |

| 18 de junho de 2000 | Sudão                  | 2–0      | Libéria | Estádio de Ondurmã, Ondurmã             |
| 20:00 (UTC+3)       | Moja 53' · El Faki 88' | (Report) |         | Público: 35,000 Árbitro: EGY El-Beltagy |

| 9 de julho de 2000 | Libéria             | 2–1      | Nigéria    | Samuel Doe Sports Complex, Monróvia |
| 16:00 (UTC+0)      | Wreh 4' · Kpoto 36' | (Report) | Oliseh 49' | Público: 50,000 Árbitro: TUN Guirat |

| 9 de julho de 2000 | Gana                                               | 5–0      | Serra Leoa | National Sports Council, Accra    |
| 16:00 (UTC+0)      | Amoah 19' 61' · Akonnor 68' · Preko 75' · Addo 89' | (Report) |            | Público: 18,300 Árbitro: GAM Sowe |

| 27 de janeiro de 2001 | Nigéria                  | 3–0      | Sudão | Liberation Stadium, Port Harcourt     |
| 16:00 (UTC+1)         | Agali 57' 67' · Kanu 82' | (Report) |       | Público: 45,000 Árbitro: EGY Ghandour |

| 28 de janeiro de 2001 | Gana     | 1–3      | Libéria                             | National Sports Council, Accra       |
| 16:00 (UTC+0)         | Duah 70' | (Report) | Seator 10' · Makor 85' · Shanon 89' | Público: 30,000 Árbitro: MAR Guezzaz |

| 25 de fevereiro de 2001 | Libéria     | 1–0      | Serra Leoa | Samuel Kanyon Doe Sports Stadium, Paynesville |
| 16:00 (UTC+0)           | Roberts 65' | (Report) |            | Público: 35,000 Árbitro: GAM Sillah           |

| 25 de fevereiro de 2001 | Sudão    | 1–0      | Gana | Estádio de Merreikh, Ondurmã         |
| 20:00 (UTC+3)           | Moja 70' | (Report) |      | Público: 30,000 Árbitro: ETH Tessema |

| 10 de março de 2001 | Serra Leoa | 0–2      | Sudão                 | Estádio Nacional, Freetown           |
| 16:30 (UTC+0)       |            | (Report) | Moja 43' · Bakhit 44' | Público: 30,000 Árbitro: TUN Yacoubi |

| 11 de março de 2001 | Gana | 0–0      | Nigéria | National Sports Council, Accra           |
| 16:00 (UTC+0)       |      | (Report) |         | Público: 34,491 Árbitro: ZIM Tangawarima |

| 21 de abril de 2001 | Serra Leoa   | 1–0      | Nigéria | Estádio Nacional, Freetown             |
| 16:30 (UTC+0)       | Mansaray 25' | (Report) |         | Público: 35,000 Árbitro: CIV Aboubacar |

| 22 de abril de 2001 | Libéria              | 2–0      | Sudão | Samuel Kanyon Doe Sports Stadium, Paynesville |
| 16:00 (UTC+0)       | Sebwe 35' · Weah 48' | (Report) |       | Público: 35,000 Árbitro: BEN Codjia           |

| 5 de maio de 2001 | Nigéria              | 2–0      | Libéria | Liberation Stadium, Port Harcourt          |
| 16:00 (UTC+1)     | Kanu 11' · Agali 59' | (Report) |         | Público: 12,000 Árbitro: MRI Lim Kee Chong |

| 5 de maio de 2001 | Serra Leoa | 1–1      | Gana     | Estádio Nacional, Freetown         |
| 16:30 (UTC+0)     | Bah 87'    | (Report) | Ayew 35' | Público: 35,000 Árbitro: SEN Diouf |

| 1 de julho de 2001 | Libéria   | 1–2      | Gana                   | Monrovia Stadium, Monróvia          |
| 16:00 (UTC+0)      | Sebwe 44' | (Report) | Amoah 32' · Boakye 58' | Público: 35,000 Árbitro: ALG Berber |

| 1 de julho de 2001 | Sudão | 0–4      | Nigéria                                    | Estádio de Merreikh, Ondurmã            |
| 20:00 (UTC+3)      |       | (Report) | Okocha 40' · Yakubu 47' 87' · Aghahowa 78' | Público: 23,100 Árbitro: TAN Abdulkadir |

| 14 de julho de 2001 | Serra Leoa | 0–1      | Libéria  | Estádio Nacional, Freetown        |
| 16:30 (UTC+0)       |            | (Report) | Weah 72' | Público: 40,000 Árbitro: GAM Sowe |

| 15 de julho de 2001 | Gana        | 1–0      | Sudão | National Sports Council, Accra          |
| 15:00 (UTC+0)       | Kuffour 44' | (Report) |       | Público: 7,000 Árbitro: NIG Bouchardeau |

| 29 de julho de 2001 | Nigéria                      | 3–0      | Gana | Liberation Stadium, Port Harcourt   |
| 16:00 (UTC+1)       | Agali 1' · Babangida 18' 32' | (Report) |      | Público: 17,000 Árbitro: TUN Guirat |

| 29 de julho de 2001 | Sudão                                     | 3–0      | Serra Leoa | Estádio de Merreikh, Ondurmã      |
| 20:00 (UTC+3)       | Aungali 17' · Bakhit 40' · El Mustafa 69' | (Report) |            | Público: 8,000 Árbitro: UGA Awuye |

## Grupo 3
| Pos. | Equipe   | J | V | E | D | GP | GC | SG  | Pts |
| ---- | -------- | - | - | - | - | -- | -- | --- | --- |
| 1    | Senegal  | 8 | 4 | 3 | 1 | 14 | 2  | 12  | 15  |
| 2    | Marrocos | 8 | 4 | 3 | 1 | 8  | 3  | 5   | 15  |
| 3    | Egito    | 8 | 3 | 4 | 1 | 16 | 7  | 9   | 13  |
| 4    | Argélia  | 8 | 2 | 2 | 4 | 11 | 14 | -3  | 8   |
| 5    | Namíbia  | 8 | 0 | 2 | 6 | 3  | 26 | -23 | 2   |

## Grupo 4
| Pos. | Equipe          | J | V | E | D | GP | GC | SG  | Pts |
| ---- | --------------- | - | - | - | - | -- | -- | --- | --- |
| 1    | Tunísia         | 8 | 6 | 2 | 0 | 23 | 4  | 19  | 20  |
| 2    | Costa do Marfim | 8 | 4 | 3 | 1 | 18 | 8  | 10  | 15  |
| 3    | R.D. do Congo   | 8 | 3 | 1 | 4 | 7  | 16 | -9  | 10  |
| 4    | Madagascar      | 8 | 2 | 0 | 6 | 5  | 15 | -10 | 6   |
| 5    | Congo           | 8 | 1 | 2 | 5 | 5  | 15 | -10 | 5   |

## Grupo 5
| Pos. | Equipe         | J | V | E | D | GP | GC | SG | Pts |
| ---- | -------------- | - | - | - | - | -- | -- | -- | --- |
| 1    | África do Sul  | 6 | 5 | 1 | 0 | 10 | 3  | 7  | 16  |
| 2    | Zimbabwe       | 6 | 4 | 0 | 2 | 7  | 5  | 2  | 12  |
| DSQ  | Guiné          | 3 | 2 | 1 | 0 | 7  | 3  | 4  | 7   |
| 3    | Burquina Fasso | 6 | 1 | 2 | 3 | 7  | 8  | -1 | 5   |
| 4    | Malawi         | 6 | 0 | 1 | 5 | 4  | 12 | -8 | 1   |